# Stefan Skoumal
Stefan Skoumal (ur. 29 listopada 1909, zm. 28 listopada 1983) – austriacki piłkarz grający na pozycji pomocnika, reprezentant Austrii i III Rzeszy. Uczestnik MŚ 38.

## Kariera
Skoumal przez 11 lat związany był z Rapidem Wiedeń. W jego barwach czterokrotnie świętował zdobycie mistrzostwa Austrii (1935, 1938, 1940, 1941). W 1941 roku zdobył wraz z Rapidem mistrzostwo Niemiec
W reprezentacji Niemiec zagrał 3 razy.